# 첨밀밀 (노래)
《첨밀밀》(중국어 정체자: 甜蜜蜜, 병음: tián mì mì 톈미미[*])는 중화민국 출신의 가수 등려군의 노래이다. 노래 제목의 뜻은 '달콤하다'이다.
인도네시아의 민요 《Dayung Sampan》을 개사해 만든 곡이며, 대한민국에서는 1997년 영화 첨밀밀이 극장 개봉하면서 알려지기 시작했다.
1999년에는 그룹 두리안이 《첨밀밀》을 리메이크한 노래인 《I'm Still Loving You》를 발표했다. 이 노래는 문화방송(MBC) 주말연속극 《사랑해 당신을》에 쓰이기도 했다. 2015년에는 가수 루한이 영화 《첨밀밀》이 중화인민공화국에서 개봉된 것을 기념하기 위해 《첨밀밀》의 리메이크곡을 발매하기도 했다.